# بالبوئنا د دوئرو
بالبوئنا د دوئرو (به اسپانیایی: Valbuena de Duero) یک شهرستان در اسپانیا است که در استان وایادولید واقع شده‌است.